# Мария Румынская (1964)
Мария Румынская (род. 13 июля 1964, Копенгаген, Дания) — пятая дочь последнего короля Румынии Михая I. Она является прапрапраправнучкой королевы Виктории (а также и российского императора Александра II).

## Биография
Мария родилась 13 июля 1964 года в Гентовтской больнице в Копенгагене. В это время Михай находился в Нью-Йоркской фондовой бирже, куда ему позвонили и сообщили что у него родилась пятая дочь. Её крёстной матерью стала её старшая сестра Маргарита. Мария получила начальное и среднее образование в Швейцарии и Великобритании. Позже она переезжает в Нью-Йорк, США, чтобы продолжить обучение в области ухода за детьми. После окончания учёбы Мария некоторое время работала в сфере ухода за детьми.
После недолгой карьеры Марии в сфере ухода за детьми она продолжила карьеру в Нью-Йорке, занимаясь связями с общественностью для частных компаний. Во время румынской революции 1989 года она и другие члены королевской семьи, оказывали помощь пострадавшим. Позже она оставила карьеру в сфере связей с общественностью и переехала в Нью-Мексико, где работала в частном консалтинге.
В конце 1997 года Мария вместе с семьёй впервые посетила Румынию. После этого она начала регулярно посещать страну на Рождество или семейные мероприятия, такие как 60-летие свадьбы её родителей или 90-летие короля Михая.
7 мая 2014 года Мария была награждена Большим крестом Ордена Короны на церемонии, проведенной во дворце Елизаветы по случаю предстоящего 50-летия Марии. Затем во дворце состоялся ужин, на котором присутствовал Виктор Понта, бывший премьер-министр Румынии и другие гости.
21 апреля 2015 года румынская косметическая компания Farmec объявила, что Мария является официальным послом компании, где она будет участвовать в проектах по продвижению продуктов, созданных в исследовательской лаборатории компании, а также в мероприятиях по социальной ответственности, проводимых компанией.
В январе 2015 года было объявлено, что Мария переедет в Румынию, чтобы заняться деятельностью в поддержку королевской семьи, и она присутствовала на публичных торжествах в Бухаресте по случаю 25-летия со дня возвращения королевской семьи позже в том же месяце. Мария представляла королевскую семью на различных мероприятиях по всей стране. Она взяла часть обязаностей королевского дома на себя.
В 2017 году присутствовала на похоронах отца.
После вторжения России в Украину, Мария посетила пограничный пост Исакча в уезде Тулча недалеко от границы с Украиной. Она также встретилась с людьми которые помогают украинским беженцам.

## Личная жизнь
16 сентября 1995 года Мария вышла замуж за Казимира Веслава Мыстковского (род. 1958), представителя рода Мыстковских. Церемония прошла в Троицком соборе, в Нью-Йорке. На церемонии присутствовали: Румынская королевская семья, родители Казимира и последний кронпринц Греции Павел, и его жена. В декабре 2003 года супруги развелись. В браке детей не было.

## Титулы и обращения
- 13 июля 1964 — 10 мая 2011: Её королевское высочество принцесса Румынии Мария, принцесса Гогенцоллерн-Зигмаринген
- С 10 мая 2011: Её королевское высочество принцесса Румынии Мария